# Mirano
Mirano es una localidad y comune italiana de la provincia de Venecia, región de Véneto, con 26.754 habitantes.
Es el lugar de nacimiento de la nadadora Federica Pellegrini (1988-).

## Evolución demográfica
| Gráfica de evolución demográfica de Mirano entre 1861 y 2001 |
|                                                              |
| Fuente ISTAT - elaboración gráfica de Wikipedia              |